# Axel Delmar

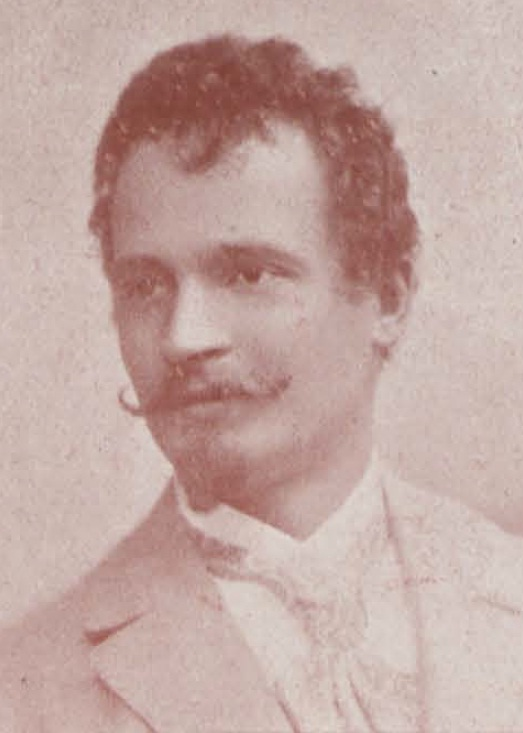
Axel Delmar, 1899

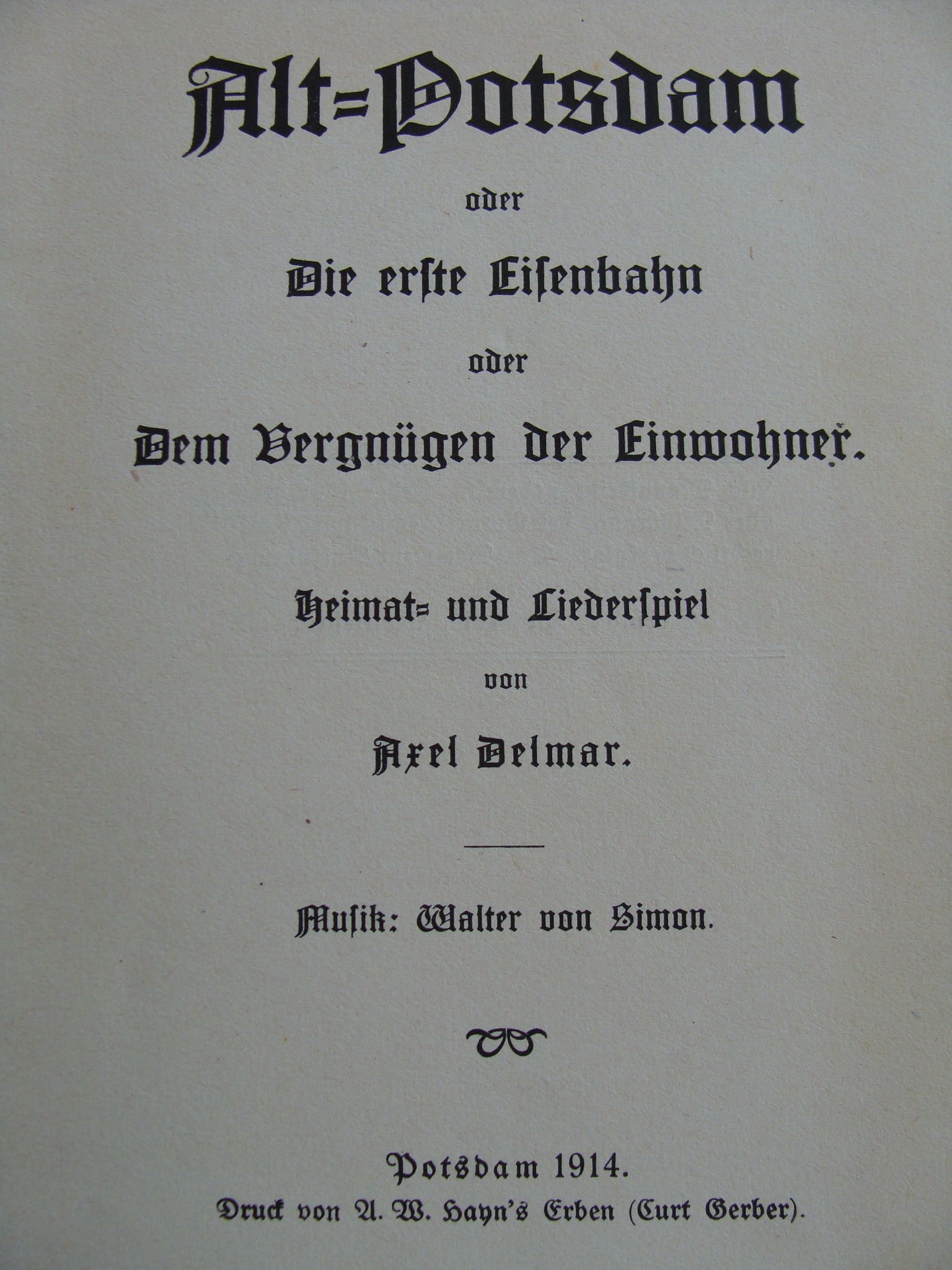
Deckblatt des Werkes Alt-Potsdam

Axel Delmar (eigentlich Alexander Hans Waldemar von Demandowsky, * 9. April 1867 in Berlin; † 7. April 1929 in Gorden) war ein deutscher Schauspieler, Regisseur und Bühnenautor.
Delmar wuchs in Berlin auf und wurde Schauspieler, 1911 gründete er die Heimatspiele in Potsdam, die er bis 1918 leitete. Er verfasste patriotische Theaterstücke wie „Der eiserne Heiland“ oder „Marschall Vorwärts“.
Sein Sohn Ewald von Demandowsky war Reichsfilmdramaturg und Produktionschef der Tobis während des Nationalsozialismus und wurde von der sowjetischen Justiz 1946 in Berlin hingerichtet.

## Werke
- Die Ahrenshooper. Vaterländisches Schauspiel, UA 1893 Berlin
- See. Drama in zwei Aufzügen. Reclam, Leipzig 1895
- Haschisch. Oper. Musik: Oskar von Chelius (1859–1923). UA 1896(97?) Dresden (Hofoper)
- Heimatspiel: Alt-Potsdam oder Die erste Eisenbahn oder Dem Vergnügen der Einwohner. Musik: Walter von Simon
- Heimatspiel Marschall vorwärts.
- König Drosselbart. Oper. Musik: Gustav Kulenkampff. UA 31.12.1899 Berlin, Elly Russak gewidmet[3] (Digitalisat der Library of Congress)
- Marschall Vorwärts. Heimatspiel in 2 Akten. Musik: Walter von Simon. Hayn, Potsdam 1913.
- An mein Volk. Ein Zeitbild aus dem Jahre 1813. Reclam, Leipzig 1914.
- Das Ostpreusslein mit seinem Dukatenmännchen. Ein Weihnachtsmärchen für gross und klein. (Musik: Rudolf Kaiser.) Potsdam, 1916.
- Luther. Mysterium in fünf Gesichten. Berlin 1917.